# Politikåret 1915

## Händelser
- 6 februari - Jordbrukarnas Riksförbund bildas på årsdagen av Bondetåget.
- 20 februari - Tyska regeringen köper genom krigsministeriet en majoritetspost i Aftonbladet.

- 15 april - Den svenska regeringen försöker genom skärpta bestämmelser få bukt med de allt vildare spekulationerna i livsmedel och stävja den illegala exporten, främst till Tyskland.
- 26 april - Ett hemligt avtal, det så kallade Londonavtalet, ingås mellan Italien, Storbritannien och Frankrike där Italien av västmakterna garanteras framtida landförvärv.

- 12 maj - En svensk "kvacksalverilag" gör all yrkesmässig läkarverksamhet av lekmän straffbar.
- 14 maj - Tchadterritoriet grundas, som en del av Oubangui-Chari-Tchad.[1]

- 5 juni - Danmark inför Kvinnlig rösträtt.[2]
- 19 juni - Island inför Kvinnlig rösträtt[3] (då del av Danmark)

- 15 juli - Den anonyma "aktivistboken" Sveriges utrikespolitik i världskrigets belysning fordrar "modig uppslutning" på tysk sida och vållar upprörd debatt. När det visar sig, att två av författarna är socialdemokraterna Otto Järte och Yngve Larsson utesluts de ur partiet.

- Kvinnornas fredssöndag, en manifestation mot krig, som samlar 88.000 kvinnor på 343 orter runtom i Sverige, genomförs.
- Okänt datum - Det konservativa Sveriges Nationella Ungdomsförbund bildas.
- Okänt datum - Vid bildandet av den internationella socialistiska Zimmerwaldrörelsen (i protest mot kriget) deltar företrädare för de svenska socialdemokraternas ungdomsförbund och partiopposition.
- Okänt datum - Ungturkarna i Osmanska riket låter genomföra ett folkmord på bland annat armenier (se armeniska folkmordet).

## Val
- 7 maj – Folketingsval i Danmark.
- 11 oktober–1 november – Stortingsval i Norge.

## Organisationshändelser
- 4 oktober - Vid Karl Staaffs död efterträds han som partiledare för Liberala samlingspartiet av Nils Edén.

## Födda
- 2 februari - Abba Eban, israelisk politiker.
- 12 februari - Rune B. Johansson, svensk politiker, inrikesminister 1957-1969, industriminister 1971-1976.
- 6 augusti - Gurdial Singh Dhillon, indisk politiker, talman i Lok Sabha.
- 18 augusti - Joseph Ankrah, president i Ghana 1966-1969.
- 20 augusti - Ghulam Ishaq Khan, president i Pakistan 1988-1993.
- 6 september - Franz Josef Strauß, tysk politiker.
- 25 november - Augusto Pinochet, chilensk president och diktator
- Okänt datum - Julio César Méndez Montenegro, president i Guatemala 1966-1970
- Okänt datum - Francisco Urcuyo Maliaños, tillförordnad president för en dag 1979.

## Avlidna
- 19 februari - Gopal Krishna Gokhale, indisk politiker.
- 2 juli - Porfirio Díaz, mexikansk militär och politiker, Mexikos envåldshärskare 1876-1911 (med fyra års uppehåll).
- 26 september - Keir Hardie, brittisk politiker, den första partiledaren för Labour.
- 4 oktober - Karl Staaff, svensk liberal politiker och advokat, partiledare för Liberala samlingspartiet 1907-1915, statsminister 1905-1906 och 1911-1914.
- 19 november - Joe Hill, svensk-amerikanska musiker och fackföreningsman (avrättad).

### Fotnoter
1. ↑  ”Chad” (på engelska). World Statesmen. http://www.worldstatesmen.org/Chad.html. Läst 7 november 2012.
2. ↑   Kvinders valgret, Danmarks Nationalleksikon /danmarkshistorien.lex.dk (läst 16 juni 2025)
3. ↑   Women in Parliament, Alþingi /althingi.is (läst 16 juni 2025)